# 山田優弥
山田 優弥（やまだ ゆうや、1996年9月30日 - ）は、日本の俳優。
青森県弘前市出身。プロジェクト・パーン所属。

## 人物
理容師の専門学校を卒業。在籍中には理容メッセージ大会を優勝する。

## 出演

### テレビドラマ
- 決してマネしないでください。（2019年放送NHK） - 第7話 配達員役[1]
- 地獄のガールフレンド（2019年放送フジテレビ） - 第4話 サラリーマン役
- 絶対正義 （2019年放送東海テレビ） - 第7話 記者役[2]
- 監察医 朝顔 （2020年放送フジテレビ） - 第9話 アナウンサー役（声のみ）[3]

### 映画
- 浅草キッド（2021年12月9日） - 若手芸人役